# 笠菜月
笠 菜月（かさ なつき、1999年8月31日 - ）は、日本の女優。千葉県出身。サンミュージックプロダクション所属。過去にはフラッグス・ビーンズを経て、ホリプロ・インプルーブメント・アカデミー所属。身長157cm。2025年現在は『菜月』名義で活動している。

## 出演

### テレビドラマ
- こちら本池上署4（2004年、TBS）上原美央 役
- 水曜プレミア 新春ドラマ特別企画 夏目家の食卓（2005年、TBS）トン子 役
- 赤い運命（2005年、TBS）大竹裕美 役
- ちびまる子ちゃん（2006年、フジテレビ）村田夏美 役
- Xenos （2007年、テレビ東京）佐野良美（幼少期）役
- 砂時計（2007年、TBS）北村瓜 役
- お・ばんざい!（2007年、TBS）くるみ（幼少期）役
- 探偵 左文字進11（2007年、TBS）あゆみ（幼少期）役
- あんみつ姫（2008年、フジテレビ）あんみつ姫（幼少期）役
- エジソンの母（2008年、TBS）保坂杏子 役
- 乙女のパンチ（2008年、NHK）ミチル 役
- 空の港で（2008年、テレビ東京）万菜 役
- 特別ドラマ 252 生存者あり episode.ZERO（2008年、日本テレビ）
- 仮面ライダーW（2009年、テレビ朝日）園咲若菜（幼少期）役
- インディゴの夜（2010年、フジテレビ）小金澤未玖（幼少期）役
- パーフェクト・リポート （2010年、フジテレビ）鈴木恵 役
- CONTROL〜犯罪心理捜査〜 第3話（2011年、フジテレビ）立花江美里 役
- 時々迷々 キミは害鳥?（2011年、NHK教育）カーコ 役
- ハガネの女 season2・最終話（2011年、テレビ朝日）秋葉麻理子 役

### 映画
- 伊参スタジオ映画祭シナリオ大賞『柳は緑 花は紅』[3]（2005年）竹中綾子 役
- 嫌われ松子の一生（2006年、中島哲也監督）久美（幼少期）役
- 早咲きの花（2006年、菅原浩志監督）植松三奈子 役
- 筆子・その愛 -天使のピアノ-（2006年、山田火砂子監督）みつ 役
- 富江VS富江（2007年、久保朝洋監督）富江（幼少期）役
- 呪怨 白い老女（2009年6月公開、三宅隆太監督）- 小学生のあかね 役
- 感染列島（2009年、瀬々敬久監督）
- 沈まぬ太陽（2009年）
- 道〜白磁の人〜（2012年）園絵 役
- 写真甲子園 0.5秒の夏（2017年、菅原浩志監督）主演・尾山夢叶 役
- めぐみへの誓い（2021年）横田めぐみ 役

### CM
- ハウス食品「できたてづくり」（2009年）
- JA共済「ながらマナー」篇（2014年）

### PV
- ケツメイシ「幸せをありがとう」
- May'n「今日に恋色」（2014年）